# Gleb Alexandrowitsch Strischenow
Gleb Alexandrowitsch Strischenow (russisch Глеб Александрович Стриженов, englisch Gleb Strizhenov; * 21. Juli 1923 in Woronesch, Russische SFSR, Sowjetunion; † 4. Oktober 1985 in Moskau, Sowjetunion) war ein sowjetischer Schauspieler.
Der ältere Bruder des Schauspielers Oleg Strischenow begann seine Karriere am Kirower Schauspielhaus. Sein Filmdebüt gab er 1957 in der Nebenrolle des Michin in Wladimir Petrows Film Das Duell. Seit 1962 gehörte er dem Nationalen Filmschauspieler-Theater in Moskau an. Seinen ersten Film mit dem Regie-Duo Alexander Alow und Wladimir Naumow drehte er 1965 mit Böse Anekdote. Er wurde auch international besetzt: als Colonel in Miklós Jancsós Sterne an den Mützen (1966) und in Filmen der DDR: 1969 in Günter Reischs Unterwegs zu Lenin und Joachim Haslers Meine Stunde Null, in dem er neben Manfred Krug den Oberleutnant Netrebin spielte. Weitere bekannte Rollen waren der Kalenic in Chauffeure in Ketten (1975), der Marquis de la Mole an der Seite von Natalja Belochwostikowa als Mathilde de la Mole in Sergej Gerassimows Stendhal-Verfilmung Rot und Schwarz (1976), der Jakubow in Eldar Rjasanows Die Garage (1980) und der Baron in Nikita Michalkows Tage aus dem Leben Ilja Oblomows (1980). Seine international bekannteste Rolle ist die des Rechtsanwalts Gérard Simon, erneut an der Seite von Natalja Belochwostikowa, in Alow und Naumows Teheran 43 (1981).
Strischenow erhielt am 28. März 1974 den Titel Verdienter Künstler der RSFSR, in den Jahren 2000 und 2005 wurde er mit Beiträgen in den Fernsehdokumentationsreihen Чтобы помнили (Tschtoby pomnili) und Как уходили кумиры (Kak uchodili kumiry) porträtiert.